# Meistersinger (Gütesiegel)
Der Meistersinger ist ein Gütesiegel für steirische Schulen, die vorbildliche Schulchorarbeit leisten und gute Bedingungen für Schulchöre schaffen. Verliehen wird das Gütesiegel seit dem Jahr 2011 vom Chorverband Steiermark und der Bildungsdirektion an Volks-, Haupt-, und höhere Schulen sowie an Musikschulen und schulische Sonderformen. Das Prädikat ist für ein Kalenderjahr gültig.

## Idee
Aufgrund von Stundenkürzungen im österreichischen Schulwesen werden die künstlerischen Fächer und damit auch die chorische und sängerische Bildung in den Schulen gekürzt. Das Gütesiegel zeichnet Schulen aus, die mit ihrer Auszeichnung ein sichtbares Zeichen nach außen (Eltern und Öffentlichkeit) und nach innen (Schulgemeinschaft) setzen. Die Präsenz in der Öffentlichkeit soll die Arbeit der Schulchöre langfristig verbessern und sichern.
Das steirische Projekt Meistersinger hat seit seinem Bestehen österreichweit eine Vorbildwirkung erreicht, so dass andere Bundesländer die Projektidee übernehmen bzw. übernehmen möchten. So ist z. B. das Bundesland Kärnten dem steirischen Beispiel gefolgt und hat 2015 das Projekt „Singende, klingende Schule“ ins Leben gerufen.

## Durchführung
Die Schulen bewerben sich jedes Jahr über einen Fragebogen und nach dessen Auswertung werden die Empfänger von einer Jury ausgewählt.
Kriterien sind:
- das Bestehen eines Schulchores auf Dauer,
- die Integration der Chorstunden in den Stundenplan,
- statistische Daten und didaktische Konzepte,
- vorzuweisende Aktivitäten außerhalb und innerhalb der Schule,
- Qualitätssicherung in Form von Fortbildungen der Chorleiter und Sänger,
- Zukunftsperspektiven des Chores.

Im März des gültigen Kalenderjahres erfolgt die offizielle, feierliche Verleihung des Gütesiegels. Es besteht aus einer Urkunde, einem Außenschild, welches an der Schulaußenseite angebracht wird und aus Meistersingermedaillen für alle Chorsänger. Das Siegel wurde im Jahr der Aktion 2017 an 162 steirische Schulen vergeben.

## Entwicklung und Aktivitäten
- 2010: Entwicklung der Projektidee und erste Ausschreibung zur Bewerbung für das Meistersinger-Gütesiegel
- 2011: Erste Preisverleihung an 70 steirische Schulen.[3]
- 2012: Preisverleihung an 97 steirische Schulen.
- 2012: Am 3. Juli wurde in der Messe Graz das erste steirische Meistersingerfest mit 1600 Jugendlichen durchgeführt. 43 steirische Meistersingerschulchöre haben daran teilgenommen.
- 2013: Preisverleihung an 95 Schulen mit 3751 Sängern. Erstmals wurden auch Musikschulen in das Projekt miteinbezogen.
- 2014: Preisverleihung an 98 Schulen mit 4012 Sängern.
- Seit 2014: die Schulchöre im Programm „Coaches on Tour“ werden durch anerkannte Chorreferenten in ihrer Probenarbeit unterstützt.[4]
- 2015: Preisverleihung an 119 Schulen mit 4630 Sängern. Erstmals findet auch eine Verleihung an Sonderschulformen statt.
- 2016: Preisverleihung an 128 Schulen mit 5096 Sängern.
- Am 1. Juli 2016 wurde das zweite Meistersingerfest in der Freizeithalle Frohnleiten mit 1000 Sängern durchgeführt. 30 steirische Schulen haben daran teilgenommen.
- 2017: Preisverleihung an 162 Schulen mit 6552 Sängern
- 2018: Preisverleihung an 172 Schulen mit 6800 Sängern
- 2019: Preisverleihung an 199 Schulen
- 2020: Auszeichnung an 216 Schulen übermittelt; Verleihungsfeier aufgrund der Covid-19-Pandemie abgesagt
- 2020: Meistersingersymposium „10 Jahre Meistersinger“ in Zusammenarbeit mit dem Chorverband Österreich[5]
- 2020 Meistersingerfestkonzert am 17. Oktober 2020 mit den Chören des Bischöflichen Gymnasiums Graz, Hib Liebenau, Musikgymnasium Dreihackengasse[6]
- 2021: Verlängerung der Gültigkeit der Auszeichnung; pandemiebedingt keine Neubewerbung und Preisverleihung
- 2022: Onlinepreisverleihung an 213 Schulen[7][8]
- 2022: 4. Meistersingerfest am 25. Mai 2022 im Grazer Landhaushof mit 1300 Sängern mit dem Projekt Meet&Greet[9] in Zusammenarbeit mit dem Steirischen Volksliedwerk

## Präsentationen und Publikationen
- 2012: „Chorissimo“-Sendung in Radio Steiermark anlässlich des ersten Meistersingerfestes in der Messe Graz
- 2013: Präsentation des Meistersinger-Konzepts beim Kongress der Arbeitsgemeinschaft der Musikerzieher Österreichs (AGMÖ) in Ossiach
- 2015: Steirische Kulturgespräche 2015 – Themenkreis Jugend
- 2015: Valentin Zwitter, Das Vokale Gütesiegel für Schulen in der Steiermark – Meistersingen – Volkskultur Steiermark (Hrsg.), Jahrbuch der Steirischen Volkskultur Jahrbuch Graz 2015. 496 Seiten
- 2016: Veröffentlichung eines Artikels über das Meistersinger-Gütesiegel in der AGMÖ-Zeitschrift „Musikerziehung“
- 2016: Choruption 2016 – Österreichischer Chorkongress in Salzburg
- 2016: „Chorissimo“-Sendung in Radio Steiermark anlässlich der Meistersinger-Preisverleihung
- 2022: Klaus Dorfegger, Stimmig! Das Meistersingergütesiegel. Motivation für Chören in Schulen und Musikschulen., Perspektiven. Zeitschrift der Musikschulservicestelle Steiermark 02_22
- 2023: „Chorissimo“-Sendung in Radio Steiermark anlässlich der Meistersinger-Preisverleihung

## Auszeichnungen
- 2018: Volkskulturpreis des Landes Steiermark „für vorbildliche Chorarbeit an steirischen Schulen“[10]